# Gyranusoidea phenacocci
Gyranusoidea phenacocci is een vliesvleugelig insect uit de familie Encyrtidae. De wetenschappelijke naam is voor het eerst geldig gepubliceerd in 1969 door Beardsley.